# Double Rainbow
"Double Rainbow" é uma canção da artista musical estadunidense Katy Perry, contida em seu quarto álbum de estúdio Prism (2013). A inspiração para o título veio durante uma aula de ioga, Foi escrita por Perry juntamente com Sia Furler e Greg Kurstin, enquanto o último ficou encarregado também pela produção. Suas letras são sobre encontrar alguém e viver um "momento mágico" com essa pessoa.
Obteve análises maioritariamente mistas por membros da crítica profissional, que embora tenham elogiado sua sonoridade e produção em geral, reagiram de maneira ambivalente ao seu ritmo lento e seu posicionamento na lista de faixas do álbum. Após o lançamento do disco, o tema conseguiu entrar na 111.ª colocação da tabela sul-coreana Gaon Music Chart, pelas mais de 1.838 mil cópias vendidas no país.

## Antecedentes e composição
Durante uma entrevista em abril de 2013, com a Sociedade Americana de Compositores, Autores e Editores (ASCAP), Perry revelou que ela tinha tido uma inspiração sobre o título "Double Rainbow" durante uma aula de ioga. Ela voltou para o estúdio e disse que queria gravar uma faixa com esse título. A canção compartilha seu título com um vídeo viral de 2010, postado no YouTube por Paul "Bear" Vasquez. Durante um evento de pré-visualização para Prism, Perry revelou aos membros da indústria que escrever e gravar esta faixa "permitiu que ela 'despejasse' emoções reprimidas e fizesse as coisas fora de seu peito".
Perry coescreveu "Double Rainbow" com Greg Kurstin e Sia Furler. Kurstin produziu a canção e manipulou as guitarra, teclados e programação. A engenharia de áudio foi dirigida por Kurstin e Jesse Shatkin no Echo Studio, localizado em Los Angeles, Califórnia, com a engenharia adicional feita por Alex Pasco. A tarefa final de mixagem de áudio foi feito por Manny Marroquin, com a assistência de Chris Galland e Delbert Bowers, no Larrabee Sound Studios, localizado em Universal City, Califórnia.

## Créditos e pessoal
Créditos retirados do encarte oficial de Prism, Capitol Records.
Locais de gravação
- Gravado em Echo Studios (Los Angeles, Califórnia)
- Mixado em Larrabee Sound Studios (Universal City, Califórnia)

Pessoal
- Vocais – Katy Perry
- Composição – Katy Perry, Sia Furler e Greg Kurstin
- Produção – Greg Kurstin
- Mixagem – Manny Marroquin
- Engenharia – Greg Kurstin e Jesse Shatkin
- Engenharia adicional – Alex Pasco
- Assistência – Chris Galland e Delbert Bowers
- Guitarra, teclado e programação – Greg Kurstin

## Desempenho nas tabelas musicais
Após o lançamento de Prism, em outubro de 2013, "Double Rainbow" debutou na centésima décima primeira posição da parada sul-coreana Gaon Music Chart, registrando cerca de mil e 838 exemplares digitais vendidos.

### Posições
| Tabela musical (2013)            | Melhor posição |
| -------------------------------- | -------------- |
| Coreia do Sul (Gaon Music Chart) | 111            |